# Karim Jallow
Karim Johannes Jallow (Monaco di Baviera, 13 aprile 1997) è un cestista tedesco.

## Palmarès
- Campionato tedesco: 1

Bayern Monaco: 2017-18
Ulm: 2022-2023
- Coppa di Germania: 1

Bayern Monaco: 2018